# Elena Ferrante
Elena Ferrante (* 5. April 1943 in Neapel) ist das Pseudonym einer italienischen Schriftstellerin, die sich unter Wahrung ihrer Anonymität seit den 1990er Jahren als Romanautorin einen Namen gemacht hat. Mit ihrer Neapolitanischen Saga gelang ihr der internationale Durchbruch, sowohl auf dem Buchmarkt als auch bei der Literaturkritik. Das Nachrichtenmagazin Time zählte sie 2016 zu den 100 einflussreichsten Personen weltweit.
In Interviews, die bis auf eine Ausnahme schriftlich geführt wurden, äußerte sich Ferrante ausführlich über ihr künstlerisches Schaffen. Dabei gab sie auch viele Informationen zu ihrer Person preis, so unter anderem, dass sie aus Neapel stamme und nicht hauptberuflich Schriftstellerin sei. Entgegen ihrem ausdrücklichen Wunsch, anonym bleiben zu wollen, gibt es immer wieder Versuche, ihre Identität aufzudecken, auch unter Anwendung unlauterer und illegitimer Methoden.

## Künstlerisches Schaffen
„Mensch und Autor stimmen nicht überein“, stellt Ferrante klar, nach dem Motiv für ihr vermeintliches Verschwinden als Autorin befragt. „Der Autor steckt ganz und gar im Werk“, fährt sie fort, sei also für den Leser sehr wohl präsent und kenntlich, was sie auch wünsche. Mit Absicht „verschwinden“ wolle sie lediglich als Mensch; ein solcher Rückzug, meint sie, könne sowohl dem Schreibprozess als auch dem Lesevorgang zugutekommen.

### Gründe für ihre Anonymität
Die Entscheidung, anonym zu bleiben, traf Ferrante noch vor Erscheinen ihres ersten Romans (1992) und sie bezeichnet sie noch heute als „wohlüberlegt und endgültig“, auch wenn sich ihre Beweggründe im Laufe der Jahre gewandelt hätten. Zuerst sei es Öffentlichkeitsscheu gewesen, später eine gewisse Medienfeindschaft, bedingt dadurch, dass sie den Eindruck gehabt habe, maßgebend für die Beurteilung eines Buches sei weniger das Werk selbst als vielmehr die Reputation des Autors. Sie sei jedoch überzeugt, dass das geschriebene Wort – anders als das gesprochene – die Präsenz eines Autors nicht nötig habe, dass also „Bücher nur sich selbst brauchen und dass sie sich ihre Leser selbst suchen müssen“. An diesem „Pakt“ mit dem Leser sei ihr ebenso gelegen wie an einem weiteren Grund für ihre Anonymität: die „Leere“, die durch ihre Abwesenheit als Autorin entstehe, eröffne ihr einen willkommenen kreativen Raum. Ihn versuche sie mit dem Akt des Schreibens bewusst zu füllen, so dass der „passionierte Leser“ durch den Text selbst ein wahrhaftigeres Bild von ihr bekomme, als dies auf herkömmlichen Wegen in den Medien geschehe.

### Schriftstellerisches Credo
„Wahrhaftigkeit“ ist eine der Kardinaltugenden, die namentlich die US-amerikanische Literaturkritik Ferrantes Texten zuschreibt. Sie ist zugleich auch das schriftstellerische Credo, zu dem sich die Autorin selbst bekennt. In Abgrenzung zur „biografischen“ bezeichnet Ferrante die Wahrheit, um die es ihr geht, als „literarische“. Diese ergebe sich daraus, das richtige Wort, den adäquaten Rhythmus und Tonfall zu finden, woraus wiederum eine bestimmte Energie resultiere, die sich direkt proportional verhalte zu der erstrebten literarischen Wahrheit. Sich ihr anzunähern, sei auch eine Sache der Übung. Erst spät, nach vielen verworfenen Versuchen, sei ihr mit Lästige Liebe ein Text gelungen, der ihren Ansprüchen genügte, wonach noch einmal zehn Jahre vergingen, bis sie mit Tage des Verlassenwerdens einen zweiten für publikationswürdig befand.

### Schreibprozess
Die Arbeit an einem Buch beginnt bei Ferrante in der Regel damit, dass sie einem „kleinen Stück“ von sich (einem Gefühl, Moment oder Satz), in jedem Falle etwas „Störendem“, nachgeht, indem sie weitere solche „kleinen Stücke“ aufspürt, Gedächtnisfragmente unsicherer Herkunft, für die ihre Mutter das Wort „Frantumaglia“ gebrauchte. Manche von ihnen verwirft Ferrante, an anderen hält sie fest als „Garantie für Authentizität“. So oder so schöpfe sie beim Schreiben gezielt aus dem, was sich ihr „entzieht“, was „unsicher“ ist und ihr „Unwohl“ bereitet. Nur wenn ein Werk sich aus diesen Quellen speise, so ihr Anspruch, dürfe es überhaupt geschrieben werden. Für die Erstfassung eines Textes (die „anstrengendste Phase“) nutzt sie den Computer; ist sie damit zufrieden, folgt – nach zwei, drei, im Höchstfall zehn Seiten – der zweite Arbeitsschritt, indem sie handschriftlich „zahllose, chaotische Notizen“ einfügt, was ihr großes Vergnügen bereite. Feste Rituale habe sie nicht, ihr genüge „irgendwo ein kleiner Winkel, zu Hause oder auf Reisen“. Der Plot entwickle sich bei ihr während des Schreibens; zwar sei sie sich über die Eckpunkte im Klaren und sinniere auch über den Fortgang der Handlung, doch halte sie diese Planspiele bewusst in einer gewissen Unordnung und vermeide eher vorbereitende Notizen, um nicht Gefahr zu laufen, dass sie beim Schreiben die Spannung verliert. Was den Stil betrifft, hat sie die Erfahrung gemacht, dass sie am besten vorankommt, wenn sie zu Beginn einen „flachen, trockenen“ Ton anschlägt – den einer „starken, luziden, gebildeten“ Frau aus der Mittelklasse von heute –, um dann zu einem späteren Zeitpunkt in eine andere Tonart zu wechseln, die ihr erlaubt, unter der „Rüstung“ von guter Bildung und guten Manieren, die ihre Figur sich zugelegt hat, etwas sichtbar zu machen, das anders – „rau, grob, wild“ – ist. Eine Fusion beider Stilregister erstrebt Ferrante in ihren – von der angloamerikanischen Literaturkritik hochgelobten – Erzählanfängen, die sie selbst so beschreibt: „Dort, wo die Geschichte wirklich beginnt, platziere ich gern einen weitreichenden Satz, der eine kalte Oberfläche hat und, darunter sichtbar werdend, ein Magma von unerträglicher Hitze.“ Ist ein Text fertig, geht sie ihn noch einmal gründlich durch. Dies sei eine besonders sensible Phase für sie, die sie empfänglich mache für jedes Detail des Lebens – ein bestimmtes Licht, eine Pflanze, ein auf der Straße aufgefangenes Wort – jegliches könne, im letzten Augenblick, noch Teil der Geschichte werden. Alles in allem sei die Metapher des Webens diejenige, die ihren Schreibprozess am treffendsten beschreibe.

### DieNeapolitanische Saga
Die Arbeit an der Neapolitanischen Saga verlief in vielem anders. Zum ersten Mal erlebte Ferrante, dass „alles da“ war. Die Handlung entfaltete sich wie von selbst, das Schreiben ging flüssig voran. Deutlich seltener als sonst – nur alle 50 bis 100 Seiten – hatte sie das Bedürfnis gegenzulesen. Von Anfang an sei sie in einem „Zustand der Gnade“ gewesen, und dies habe angehalten. Zum ersten Mal habe sie die Erfahrung gemacht, dass Erinnerung und Fantasie ihr immer mehr Material zuspielten und dass es, statt sie zu verwirren, sich wie von selbst gebrauchsfertig ordnete. Nie hätte sie gedacht, eine so lange Geschichte schreiben zu können; nie davon geträumt, so viele Nebenfiguren zu meistern; nie geglaubt, dass die historischen Veränderungen sich so in ihren Charakteren niederschlagen; nie beabsichtigt, über Themen wie sozialen Aufstieg und Klassenzugehörigkeit zu schreiben, denen sie bis dato eher abgeneigt gewesen war. Für alles aber hätte sich eine Lösung gefunden. So hätte von den Nebenfiguren eine jede ihren Auftritt, im Guten oder Schlechten, bekommen. Die historischen Gegebenheiten wären ganz natürlich in das Denken und Fühlen, Handeln und Sprechen ihrer Charaktere eingegangen. Besonders wachsam sei sie bei ihren beiden Protagonistinnen gewesen. Das leiseste Anzeichen eines falschen Tons hätte ihr Einhalt geboten, versuchte sie doch ein Phänomen künstlerisch zu meistern, das sie „weibliche Entfremdungs-Inklusion“ nennt und so beschreibt: Sie habe das Gefühl gehabt, dass Lila und Elena einerseits von den Zeitläufen ausgeschlossen und andererseits in allem, was sie sagten und taten, Teil von ihnen gewesen wären.
Als Ferrante 2009 zu schreiben begann, hatte sie vom späteren Umfang des Romans noch keine Vorstellung. Erst Ende 2010, nachdem die Handlung „mit all ihren Verzweigungen“ sich entwickelt und der Text durch ihre Überarbeitungen „ein ganz neues Ausmaß“ angenommen hatte, traf sie mit dem Verlag die Entscheidung, den Roman in mehreren Bänden zu publizieren. Der sofortige große Erfolg wirkte sich, auch dank ihrer selbst gewählten Anonymität, für die Weiterarbeit nicht störend aus. Ganz im Gegenteil habe sie dabei ein als kleines Mädchen vor gleichaltrigen Zuhörern schon einmal erlebtes „Vergnügen wiedergefunden, einer Geschichte zu einer Form zu verhelfen, während ein immer aufmerksameres und größeres Publikum sich wünscht, dass ich weitererzähle, immer weiter. Während die Leserinnen und Leser den ersten Band lasen, beendete und verfeinerte ich gerade den zweiten; während sie den zweiten lasen, feilte ich am dritten, und so weiter.“

## Identität
In Interviews hat Ferrante nur wenige Informationen zu ihrer Person preisgegeben: geboren und aufgewachsen sei sie an der Peripherie von Neapel. Turin gehöre zu den italienischen Städten, die sie gleichfalls liebe. Sie sei Mutter von mehreren Töchtern und heiße auch im wirklichen Leben Elena. Hauptberuflich gehe sie einer anderen Tätigkeit nach als der Schriftstellerei. Weitergehende Fragen – zum Beispiel nach ihrem genauen Hauptberuf oder ihrem Familienstand – beantwortet sie in der Regel mit: „Diese Frage hat nichts mit meinen Büchern zu tun.“
Was darüber hinaus möglicherweise zutrifft, leitet James Wood aus Ferrantes in La frantumaglia veröffentlichter Korrespondenz mit Verlegern, aber auch aus ihren Interviews und fiktionalen Werken wie folgt ab: Ferrante habe einen Hochschulabschluss in Altphilologie, übe eine Lehr- und Übersetzertätigkeit aus, habe zeitweise außerhalb Italiens gelebt und sei gegenwärtig wohl nicht verheiratet.
Ungeachtet ihres nachdrücklich geäußerten und begründeten Wunsches nach Anonymität gab und gibt es immer wieder Spekulationen, wer sich hinter dem Pseudonym Elena Ferrante verbergen könnte. Zunächst hielt man die Schriftstellerin Fabrizia Ramondino für die gesuchte Person. Diese Vermutung wurde hinfällig, als nach deren Tod weitere Romane von Ferrante erschienen. Dann wurde die Professorin für Zeitgeschichte an der Universität Neapel, Marcella Marmo, durch den Literaturkritiker Marco Santagata als mögliche Kandidatin gehandelt. Diese dementierte allerdings mehrmals. Trotzdem meinen die Neue Zürcher Zeitung („Tatsächlich spricht sehr viel für die These des Dante-Spezialisten Marco Santagata“) und der Biograf Nicola Bardola („Demnach ist Marcella Marmo von Anfang an Elena Ferrante. Anita Raja ist ihre Lektorin“), dass sich Marcella Marmo hinter dem Pseudonym verbarg. Marcella Marmo starb im Januar 2022. Elena Ferrante veröffentlichte zuletzt 2019 zwei Bücher und erhielt 2021 zwei Auszeichnungen, den Belle van Zuylen Preis und den Sunday Times Award for Literary Excellence.
Mit Domenico Starnone galt zeitweise auch ein männlicher Schriftsteller als vermeintlicher Autor von Ferrantes Werken, möglicherweise in Zusammenarbeit mit seiner Frau, der Literaturübersetzerin Anita Raja. Anita Raja als Alleinautorin gab der Journalist Claudio Gatti als Ergebnis seiner Recherche bekannt, die er am 2. Oktober 2016 gleichlautend in vier Zeitungen, darunter die Frankfurter Allgemeine Sonntagszeitung, publizierte. Gattis Ermittlungen bestanden unter anderem darin, dass er sich Zugang verschafft hatte zu Grundbucheintragungen und den Honorarüberweisungen von Ferrantes Verlag, für den auch Raja offiziell als Übersetzerin tätig ist. Die Vorgehensweise von Gatti wird von einigen Medien als Sensationsjournalismus und illegitimer Eingriff in die Privatsphäre der Autorin kritisiert.
2019 veröffentlichte der Schweizer Autor und Biograf Nicola Bardola ein Zusatzkapitel zu seinem Buch Elena Ferrante – meine geniale Autorin (Reclam), worin er u. a. die Behauptungen Claudio Gattis mit den Absatzzahlen der Bücher Elena Ferrantes abgleicht. Die Immobilienkäufe entsprechen demnach einem Agenten- und nicht einem Autorenhonorar.

## Werk
Ihr Debüt gab Elena Ferrante mit L’amore molesto (1992), einem Roman, der 1994 auf Deutsch unter dem Titel Lästige Liebe erschien und 1995 von Mario Martone verfilmt wurde. Das Buch handelt von der jungen Delia, die sich mit dem Tod ihrer Mutter Amalia beschäftigt, die entweder ermordet wurde oder ertrunken sein soll. Zugleich wird diese Beschäftigung mit ihrer Mutter zu einer Auseinandersetzung mit ihrer eigenen Vergangenheit und ihrer Herkunft aus einer neapolitanischen Großfamilie.
In den zehn Jahren bis zu ihrer nächsten Veröffentlichung habe Ferrante weitere Manuskripte verworfen, sie seien ihr „überanstrengt“ erschienen und „ohne Wahrheit“. In dem Roman I giorni dell’ abbandono (2002) schildert sie ein in Turin lebendes Ehepaar, das sich trennt, und wie insbesondere die Ehefrau diese Trennung bewältigt und ihre eigene Identität findet. Die deutsche Übersetzung erschien unter dem Titel Tage des Verlassenwerdens 2003, die Verfilmung durch Roberto Faenza folgte 2005.
In dem Roman La figlia oscura (2006) – deutsch Die Frau im Dunkeln (2007) – steht eine erfolgreiche Frau in mittleren Jahren im Vordergrund, die ihren Urlaub an einem Strand in Süditalien verbringt. Dabei begegnet sie einer Großfamilie aus Neapel, wobei diese Begegnung ihr deutlich macht, welchen Preis sie für ihr eigenes Leben zahlen musste. Dieses vergangene Versagen führt bei ihr zu einer psychischen Krise.
2011 schließlich erschien der erste Band von Ferrantes Tetralogie L’amica geniale, und danach jeweils im Folgejahr die drei weiteren Teile. Der figurenreiche Romanzyklus  erzählt die wechselvolle Geschichte einer lebenslangen Freundschaft von zwei aus ärmlichen Verhältnissen stammenden Neapolitanerinnen mit höchst unterschiedlichem Naturell und Lebensweg. Ferrante gelang damit auch international der Durchbruch auf dem Buchmarkt: Bis Mitte 2017 war L’amica geniale in fast 40 Sprachen übersetzt und in über 5 Millionen Exemplaren weltweit verkauft worden. Wegweisend von Seiten der Literaturkritik war eine Eloge von James Wood in der Januar-Ausgabe 2013 des New Yorker. 2015 wurde der erste Band der Tetralogie von der BBC-Auswahl der besten 20 Romane von 2000 bis 2014 zu einem der bis dato bedeutendsten Werke dieses Jahrhunderts gewählt. Roberto Saviano schlug ihn 2015 für den Literaturpreis Premio Strega vor, was die Autorin akzeptierte. Der vierte Band des Romanzyklus war für den Man Booker International Prize 2016 nominiert.
Der deutsche Buchmarkt, so hieß es anfangs, habe den Hype um Ferrantes Tetralogie eher verschlafen. Inzwischen wird dieses Urteil in Frage gestellt: Mit Blick auf die schwachen Verkaufszahlen von Ferrantes ersten drei Romanen habe ihr Hausverlag „Edizioni e/o“ das Erscheinen der deutschsprachigen Ausgabe von L’amica geniale bewusst verzögert, um zunächst einmal das Echo auf dem US-amerikanischen Buchmarkt abzuwarten, das überaus positiv ausfiel und nicht zuletzt in Italien selbst den Absatz beförderte. Die Publikation der deutschen Übersetzung, besorgt durch Karin Krieger, begann im August 2016 mit Meine geniale Freundin, gefolgt von Die Geschichte eines neuen Namens im Januar 2017, danach Die Geschichte der getrennten Wege im August 2017 und abschließend im Februar 2018 Die Geschichte des verlorenen Kindes. Im italienischen Original trägt die gesamte Tetralogie den gleichen Titel wie der erste Band, im englischsprachigen Raum läuft sie unter Neapolitan Novels („Neapolitanische Romane“), und die deutschsprachige Ausgabe heißt seit der gebundenen Ausgabe des zweiten Bands Neapolitanische Saga. Die Bezeichnung „Saga“ ist nicht unumstritten. Ferrantes Kommentar dazu fällt nüchtern aus („Ich habe keine Saga geschrieben“), der des Kritikers Ernst Osterkamp um einiges emotionaler: Der Begriff „Saga“ wecke in ihm Ekel, er sei entwertet und täusche über den Charakter dieses „wunderbaren Romans“ hinweg.
Um dem Wunsch ihres Lesepublikums nach mehr Informationen entgegenzukommen, publizierte Ferrante 2003 unter dem Titel La frantumaglia eine Sammlung von bereits an anderer Stelle veröffentlichten Interviews und eine Auswahl aus dem Briefwechsel mit ihrem Verleger, ergänzt um Notizen zu ihrer Arbeit. Eine aktualisierte Fassung des Buches gibt es seit 2016 auf Englisch; 2019 erschien die deutsche Übersetzung mit dem Titel Frantumaglia: Mein geschriebenes Leben.
Erstmals in ihrer schriftstellerischen Laufbahn verfasst Ferrante auch eine wöchentliche Kolumne; sie erscheint seit dem 20. Januar 2018 jeweils in der Wochenend-Ausgabe des britischen Guardian.
2019, fünf Jahre nach Vollendung der Neapolitanischen Saga, legte Ferrante wieder einen Roman vor – Das lügenhafte Leben der Erwachsenen – und wählte erneut die Perspektive einer gestandenen Frau, die weit zurückblickt, diesmal in drei prägende Jahre der Pubertät. Das noch jugendliche Alter ihrer Protagonistin (zum Schluss ist sie 16), verbunden mit einem veritablen Cliffhanger, lässt das Gros der Rezensenten vermuten, dass die Autorin plant, auch diese Geschichte fortzusetzen. Die ersten Urteile der Literaturkritik sind überwiegend positiv, gemessen an Ferrantes Welterfolg aber weniger euphorisch. Umso ausgeklügelter die Marketingstrategie ihres italienischen Hausverlags Edizioni e/o – durch „tröpfchenweise Information“ im Vorfeld der Erstveröffentlichung (7. November 2019) und eine geschickte Mischung aus Offensive und Defensive am Tag selbst: Verkaufsbeginn in größeren Städten bereits ab Mitternacht und in Anwesenheit von viel Prominenz, bei gleichzeitig künstlicher Verknappung der Startauflage (250.000).

## Veröffentlichungen
- L’amore molesto. 1992
  - Lästige Liebe. Übersetzung von Stefan Wendt. Fischer, Frankfurt am Main 1994, ISBN 3-596-11832-8.
  - Lästige Liebe. Aus dem Italienischen von Karin Krieger. Suhrkamp, Berlin 2018, ISBN 978-3-518-42828-3.
- I giorni dell’abbandono, 2002
  - Tage des Verlassenwerdens. Übersetzung von Anja Nattefort. List, München 2003, ISBN 3-548-68055-0.
  - Tage des Verlassenwerdens. Übersetzung von Anja Nattefort. Suhrkamp, Berlin 2019, ISBN 978-3-518-42885-6.
- La frantumaglia. 2003
  - Frantumaglia – Mein geschriebenes Leben. Übersetzung von Julika Brandestini und Petra Kaiser. Suhrkamp, Berlin 2019, ISBN 978-3-518-42800-9.
- La figlia oscura. 2006
  - Die Frau im Dunkeln. Übersetzung von Anja Nattefort. Deutsche Verlags-Anstalt, München 2007, ISBN 978-3-421-04323-8.
  - Frau im Dunkeln. Übersetzung von Anja Nattefort. Suhrkamp, Berlin 2019, ISBN 978-3-518-42870-2.
- La spiaggia di notte. 2007
  - Der Strand bei Nacht. Übersetzung von Karin Krieger. Illustriert von Mara Cerri. Insel-Bücherei Nr. 1458. Berlin 2018, ISBN 978-3-458-19458-3.
- L’amica geniale. 2011
  - Meine geniale Freundin. Übersetzung von Karin Krieger. Suhrkamp, Berlin 2016, ISBN 978-3-518-42553-4.[12][31] (Platz 1 der Spiegel-Bestsellerliste in den Jahren 2016 und 2017)
- Storia del nuovo cognome. L’amica geniale volume secondo. 2012
  - Die Geschichte eines neuen Namens. Übersetzung von Karin Krieger. Suhrkamp, Berlin 2017, ISBN 978-3-518-42574-9.
- Cronache del mal d’amore. 2012 (Vereint ihre ersten drei Romane – L’amore molesto, I giorni dell’abbandono und  La figlia oscura – in einem Band.)
- Storia di chi fugge e di chi resta. L’amica geniale volume terzo. 2013
  - Die Geschichte der getrennten Wege. Übersetzung von Karin Krieger. Suhrkamp, Berlin 2017, ISBN 978-3-518-42575-6. (Platz 1 der Spiegel-Bestsellerliste vom 2. bis zum 22. September 2017)
- Storia della bambina perduta. L’amica geniale volume quarto. 2014
  - Die Geschichte des verlorenen Kindes. Übersetzung von Karin Krieger. Suhrkamp, Berlin 2018, ISBN 978-3-518-42576-3. (Platz 1 der Spiegel-Bestsellerliste vom 17. bis zum 23. Februar 2018)
- La vita bugiarda degli adulti, 2019
  - Das lügenhafte Leben der Erwachsenen. Übersetzung von Karin Krieger. Suhrkamp, Berlin 2020, ISBN 978-3-518-42952-5.
- I margini e il dettato. 2021
- L'invenzione occasionale Edizioni e/o Rom 2019
  - Zufällige Erfindungen. Übersetzung von Karin Krieger. Suhrkamp Berlin 2021, ISBN 978-3-518-42915-0

## Filmadaptionen
Ferrantes Roman La figlia oscura (Frau im Dunkeln) wurde von Maggie Gyllenhaal adaptiert. Gyllenhaal führte auch Regie, was für Ferrante eine der Bedingungen war, um ihr die Filmrechte zu geben. Der Film Frau im Dunkeln ist Gyllenhaals Regiedebüt. In der Adaption ist Leda Italienerin, arbeitet als Englischprofessorin an der Universität in Florenz und macht Urlaub am Meer, an der kalabrischen Küste. Die Großfamilie, die sie dort beobachtet, stammt aus Neapel, was sie an ihre eigene Jugend erinnert und Grund dafür war, dass sie nach Florenz gegangen ist. Ursprünglich plante Gyllenhaal, Ferrantes Roman I giorni dell’abbandono (Tage des Verlassenwerdens) zu verfilmen, aber die Rechte waren bereits vergeben.